# Самолёты (мультфильм)
«Самолёты» (англ. Planes) — американский компьютерно-анимационный спортивный комедийный фильм 2013 года, созданный студией Disneytoon Studios и выпущенный студией Walt Disney Pictures. Режиссёром и соавтором сюжета выступил Клэй Холл, продюсером — Трейси Бальтазор-Флинн. Это спин-офф франшизы Pixar «Тачки». Несмотря на то, что мультфильм не был снят Pixar, сюжет к нему был написан в соавторстве с исполнительным продюсером Pixar и тогдашним главным креативным директором Walt Disney Animation Studios Джоном Лассетером, который снял первые два фильма «Тачки», в то время как сценаристом выступил Джеффри М. Ховард. Главные роли озвучивали Дейн Кук, Стейси Кич, Приянка Чопра в её голливудском дебюте, Брэд Гарретт, Тери Хэтчер, Дэнни Манн, Джулия Луи-Дрейфус, Роджер Крейг Смит, Джон Клиз, Карлос Алазраки, Синбад, Вэл Килмер и Энтони Эдвардс. По сюжету, Дасти Полейполе, самолёт сельскохозяйственной авиации в городе Кривые лопасти, хочет победить в «Кругосветном Авиаралли» гоночных самолётов, особенно Рипслингера, несмотря на его страх высоты, с помощью военно-морского лётчика Шкипера Райли, который его тренирует.
Основываясь на концепции, созданной Лассетером, сценаристы приложили сознательные усилия, чтобы не переделать «Тачек» в новой обстановке, отвергая идеи, которые были слишком близки к идеям, при повторном использованием Корсара и Спарки из серии «Мультачек» «Аэро-Мэтр». Производственная команда провела исследование, опросив нескольких пилотов типов самолётов, которые были включены в фильм. Первоначально озвучить Дасти должен был Джон Крайер, прежде чем его заменил Кук. Несмотря на то, что его бросили, Крайер действительно получил упоминание в титрах за «дополнительный сюжетный материал». Музыка была написана Марком Манчиной, в то время как Prasa Studios занималась визуальными эффектами, анимацией и композицией.
Премьера мультфильма состоялась 2 августа 2013 года на спецпоказе в The Fly-In Theater вне авиашоу Ошкош, ежегодном собрании авиационных энтузиастов в Ошкоше, штат Висконсин. Как и многие фильмы Disneytoon, изначально он должен был быть выпущен сразу на видео, но вместо этого был выпущен в прокат в форматах Disney Digital 3D и RealD 3D. Фильм заработал 240,2 миллиона долларов по всему миру при бюджете в 50 миллионов долларов, несмотря на то, что получил в целом негативные отзывы от критиков, которые критиковали сюжет и юмор, но высоко оценили его озвучку и анимацию. Продолжение под названием «Самолёты: Огонь и вода» было выпущено 18 июля 2014 года.

## Сюжет
Дасти Полейполе — самолёт сельскохозяйственной авиации, работающий на кукурузном поле и мечтающий стать гонщиком. Его мечты высмеиваются его боссом — старым бипланом Леталбокэмом. Также неодобрительно к увлечению Дасти относится автопогрузчик Дотти, являющаяся механиком на аэродроме. Единственный, кто поддерживает Дасти в его начинаниях — бензовоз Чух. Дасти и Чух тренируются для отборочных соревнований к всемирному авиаралли. В ночь перед отборочными Дасти просит Шкипера — старого военного самолёта, который не летал со времён войны, стать его тренером, но тот отказывается. Дасти не проходит отборочные, заняв 6 место, и возвращается домой.
Через некоторое время в Кривые лопасти прибывает машина оргкомитета соревнований и сообщает новость — Дасти сможет участвовать в авиаралли, поскольку один из участников соревнований был дисквалифицирован за использование нитрометана в качестве допинга.
Шкипер, видя упорство Дасти решает стать его наставником. На первой же тренировке выясняется невероятный факт — Дасти панически боится высоты. Шкипер решает изменить подход к тренировкам и начинает делать упор на маневрирование и скорость в сложных условиях. Попутно Дотти постепенно настраивает двигатель Дасти, увеличивая его скорость, так как последний отказался избавляться от опрыскивателя. После последней тренировки на капот Дасти наносят логотип «Летучих монтировок».
После этого, Дасти отправляется в Нью-Йорк, где начинается первый этап авиаралли. Там он понимает, что на выскочку из неизвестно откуда смотрят с презрением, но тем не менее, заводит дружбу с мексиканским гонщиком по имени Эль Чупакабра, который в день взлёта влюбляется в участницу авиаралли Рошель, представляющую Канаду (в российской версии фильма — русскую гонщицу Таню), которая не проявляет к нему никакого интереса. Сам же Дасти влюбляется в Индийскую гонщицу Ишани, которая становится ему другом. Во время первого этапа гонки из Нью-Йорка в Исландию отказ Дасти летать высоко приводит к тому, что он прибывает с огромным опозданием. На этот счёт Шкипер по радио сообщает ему об ошибках и даёт совет насчёт следующего этапа.
Во время второго этапа гонки, Дасти идёт наравне со всеми, но у Бульдога, британского участника авиаралли, выходит из строя двигатель и масло попадает на фонарь кабины, вследствие чего он полностью дезориентирован. Дасти кидается ему на помощь, помогая совершить посадку вслепую. Тем самым он хоть и вновь финиширует последним, но завоёвывает уважение Бульдога. Там же Дасти знакомится с его первым фанатом Францем — легковым автомобилем, имеющим возможность трансформироваться в лёгкий самолёт, и при этом страдающий разделением личности (в состоянии самолёта он называет себя Флигенгаузеном). Франц предлагает Дасти демонтировать опрыскиватель, на что тот соглашается.
Третий этап гонки в Индию Дасти заканчивает уже на 8 месте. Ишани приглашает Дасти облететь Тадж-Махал, и во время полёта, советует ему на следующем этапе лететь вдоль железнодорожной ветки из Индии в Непал. На следующий день, Дасти летит вдоль ветки, но упирается в тоннель, который он успешно пролетает, в конце чудом не столкнувшись с поездом. Дасти приземляется на незнакомом аэродроме, и думает сначала что он умер, а потом, что он опоздал. Но выясняется, что он занял первое место. По завершении этапа гонщики живо обсуждают маршрут Дасти, но последний ссорится с Ишани, обнаружив, что она намеренно дала ему плохой совет в обмен на новый пропеллер. Пока гонка продолжается в направлении Шанхая, Дасти сохраняет своё лидерство, набирает целую армию фанатов по всему миру (хотя поначалу его считали выскочкой, который никуда не долетит), и помогает Эль Чу покорить сердце Рошель с романтической песней и соответствующей обстановкой.
На шестом этапе гонки через Тихий океан Рипслингер, отказываясь смириться с тем, что «кукурузник» отбирает его славу, заставляет своих приспешников Неда и Зеда сбить антенну Дасти прямо над Тихим океаном, лишая его средств навигации и радиосвязи. Дасти летит в неизвестном направлении (как он сам надеется, что на Гавайи), но через несколько часов у него остаётся лишь аварийный запас топлива. По стечению обстоятельств, на него натыкается два военных истребителя, которые занимались патрулированием. Они сопровождают Дасти на американский авианосец «Дуайт Крыльенхауэр», командир которого позволяет ему приземлиться и дозаправиться. На авианосце Дасти обнаруживает, что Шкипер выполнил только одну боевую миссию, что противоречит его рассказам. Тогда же он имеет напряжённый разговор со своим наставником, вылетающим в Мексику вместе с Дотти, Чухом и Сверчком.
Через несколько часов Дасти продолжает полёт в штормовых условиях, и проигнорировав предупреждения как Шкипера по радио, так и капитана авианосца, падает в океан и едва не тонет, но успевает сообщить свои координаты. Тем временем в Мексике обсуждают исчезновение Дасти, и некоторые гонщики, подозревая, что произошедшее — дело рук Рипслингера, высказывают ему в лицо всё, что они об этом думают. Через некоторое время Дасти находят и доставляют в Мексику в тяжёлом состоянии. На месте Дотти, осмотрев Дасти, говорит, что повреждения не позволят ему продолжить гонку. Шкипер признаётся, что его единственная миссия во главе эскадрильи новых истребителей обернулась трагедией, и что он был единственным выжившим, и не смог заставить себя снова летать. Дасти подумывает о том, чтобы сойти с дистанции, но благодаря поддержке соперников, которые жертвуют запчасти для ремонта, возвращается в строй. В ночь перед последним этапом Дасти активно чинят механики.
На следующее утро Дасти разговаривает с Рипслингером, и указывает ему, что тот уже проиграл. Последний решает убить Дасти, но об этом случайно узнаёт Шкипер. Несмотря на то, что Дасти не финишировал в Мексике, ему разрешили продолжить участие в гонке, но с сильной задержкой. На последнем этапе до Нью-Йорка, где-то в пустыне Рипслингер собственноручно почти впечатывает Дасти, всё так же летящего на сверхмалой высоте, в землю, но внезапно появившийся Шкипер даёт Дасти пространство для манёвра. После воздушной погони, Нед и Зед выбывают из гонки, застряв в узкой прощелине. Шкипер на время выводит из гонки Рипслингера, но тот своим винтом таранит Шкипера, разрушая ему хвостовой стабилизатор. Дасти продолжает гонку, и не сумев обогнать Рипа, всё же решается подняться на большую высоту, тем самым преодолев свой страх высоты. Там его подхватывает ветер и разгоняет, что позволяет нагнать Рипа практически перед финишем. Благодаря тому, что последний позирует перед фотографами, Дасти облетает его и становится победителем авиаралли. Рипслингер же сносит переносные туалеты. Друзья поздравляют Дасти, и Шкипер, добравшийся до Нью-Йорка благодарит его за то, что он снова обрёл уверенность в полёте. Шкипер возвращается на флот, взлетая с Дасти с палубы того же авианосца, куда он попал в прошлый раз.

## Роли озвучивали
- Дейн Кук — Дасти Полейполе, самолет-кукурузник, который надеется пройти «Кругосветное Авиаралли»[9][10]. Он был вдохновлён самолётами Air Tractor AT-502, Cessna 188 и PZL-Mielec M-18 Dromader[11].
- Стейси Кич — Шкипер Райли, Chance Vought F4U Corsair и наставник Дасти (который появился в эпизоде «Байек Мэтра» «Аэро-Мэтр»)[12].
- Приянка Чопра — Ишани, паназиатская чемпионка из Индии[13] основанная на AeroCad AeroCanard[14].
- Дэнни Манн — Спарки, вилочный погрузчик (который появился в эпизоде «Байек Мэтра— «Аэро-Мэтр»)
- Брэд Гарретт — Чух, бензовоз[12]
- Тери Хэтчер — Дотти, автопогрузчик[12]
- Седрик «Развлекатель» — Леталбокэм, биплан[12], вдохновлённый Boeing-Stearman Model 75[14] с частичным капотом для мотора
- Джулия Луи-Дрейфус — Рошель, гоночная самолёт[12], вдонховлённая Bay Super V, преобразованием V-tail Model 35 Beechcraft Bonanza[14]. Родом из Квебека[12], её флаг и покраска локализованы в 11 странах[15]. В Австралии и Новой Зеландии Рошель переконструирована в бывший тасманийский самолёт доставки почты, её озвучила Джессика Маре[16]. На итальянском языке она — Аззурра, итальянский прототип самолёта, озвученная Микаэлой Рамаццотти.
- Роджер Крейг Смит — Рипслингер, изготовленный на заказ самолёт из углеродного волокна с контрвращающимися пропеллерами (скорее всего, вдохновленный P-51D Mustang, модифицированным для гонок) и соперник Дасти[12][17].
- Габриэль Иглесиас — Нед и Зед, помощники Рипслингера[12], вдохновлённые Zivko Edge 540 и MX Aircraft MXS[14]
- Джон Клиз — Бульдог, de Havilland DH.88 Comet[18]
- Карлос Алазраки — Эль Чупакабра, Gee Bee Model R[11][19]
- Вэл Килмер — Браво, Boeing F/A-18E Super Hornet[12] из истребительной эскадрильи ВМС США VFA-103
- Энтони Эдвардс — Эхо, другой Boeing F/A-18E Super Hornet[12] из истребительной эскадрильи ВМС США VFA-103
- Колин Каухерд — Колин Коулинг, дирижабль[12]. В Великобритании персонаж зовут Лофти Крофти, и его озвучивает комментатор F1 Sky Sports Дэвид Крофт[20]
- Синбад — Ропер, вилочный погрузчик[12]
- Оливер Калкофе — Франц, он же фон Флигенгаузен, немецкий аэрокар[18]
- Брент Мусбургер — Брент Мустанбургер, 1964½ Ford Mustang[18] (который появился в «Тачках 2»)
- Джон Ратценбергер — Харланд, реактивный буксировщик[11][21]
- Барни Харвуд — Sky Cam 1, красный вертолёт, снимающий гонку над Германией

## Прокат
Мультфильм вышел в прокат в Канаде и США 9 августа 2013 года, в Гонконге, Греции и Индии — 22 августа 2013 года, в Германии, Казахстане, Камбодже и России — 29 августа 2013 года, в Аргентине, Сербии и Сингапуре — 5 сентября 2013 года.